# Catenoy
Catenoy é uma comuna francesa na região administrativa de Altos da França, no departamento de Oise. Estende-se por uma área de 12,61 km². Em 2010 a comuna tinha 1 062 habitantes (densidade: 84,2 hab./km²).